# Grand Belfort
Grand Belfort é uma estrutura intercomunitária, centrada na cidade de Belfort. Ela está localizada no Território de Belfort, em Bourgogne-Franche-Comté, no leste da França. Foi criada em janeiro de 2017. A sua sede é em Belfort. A sua população era de 103.741 em 2017, dos quais 47.656 em Belfort.

## Composição
A comunidade de aglomeração consiste nas seguintes 52 comunas:
1. Andelnans
2. Angeot
3. Argiésans
4. Autrechêne
5. Banvillars
6. Bavilliers
7. Belfort
8. Bermont
9. Bessoncourt
10. Bethonvilliers
11. Botans
12. Bourogne
13. Buc
14. Charmois
15. Châtenois-les-Forges
16. Chèvremont
17. Cravanche
18. Cunelières
19. Danjoutin
20. Denney
21. Dorans
22. Eguenigue
23. Éloie
24. Essert
25. Évette-Salbert
26. Fontaine
27. Fontenelle
28. Foussemagne
29. Frais
30. Lacollonge
31. Lagrange
32. Larivière
33. Menoncourt
34. Meroux-Moval
35. Méziré
36. Montreux-Château
37. Morvillars
38. Novillard
39. Offemont
40. Pérouse
41. Petit-Croix
42. Phaffans
43. Reppe
44. Roppe
45. Sermamagny
46. Sevenans
47. Trévenans
48. Urcerey
49. Valdoie
50. Vauthiermont
51. Vétrigne
52. Vézelois